# 国鉄タム500形貨車
国鉄タム500形貨車（こくてつタム500がたかしゃ）は、1931年（昭和6年）から製造された、15t積みガソリン（揮発油）専用の二軸タンク貨車（私有貨車）である。
本形式と同一の専用種別のタム3000形、同一の車体構造で同時に製作された石油類専用タンク車タム700形、タム800形、タム4000形、派生形式であるタム9200形、一段リンク式のまま北海道内専用車となったタム20500形、タム20800形、タム24000形、ならびに津軽鉄道に譲渡された津軽鉄道タム500形についても本項目で解説する。

## 概要
国鉄のガソリン専用タンク車としては初の15t積であり、1931年（昭和6年）10月1日から1961年（昭和36年）11月2日にかけて二軸タンク車としては最多の621両が製造された。第二次世界大戦後も小口輸送用として同時期の20 t積み車タサ1700形や30 t積み車タキ3000形と並行して生産された。
製造所は汽車製造、三菱重工業、新潟鐵工所、東急車輛製造、鉄道車輛工業、飯野重工業、川崎車輛、日本鋼管、富士重工業、日立製作所、日本車輌製造、造機車輌、帝國車輛工業の各社である。
番号は、次のとおりである。
- タム500 - タム598（タム599は欠番）
- タム2500 - タム2682（タム2683, タム2684は欠番）
- タム2685 - タム2746（タム2747は欠番）
- タム2748 - タム2999
- タム10500 - タム10524

タンク体はドーム付き直円筒形で、荷役方式は上入れ下出し式。小型貨車では重ね板ばねによる軸箱支持の走り装置を持つ二軸車であるが、1955年（昭和30年）度以降の増備車では二段リンクとなり、一段リンクだった車両も一部の車両を除いて二段リンク化された。側ブレーキは片側のみ装備された。
1979年（昭和54年）10月より化成品分類番号「燃32」（燃焼性の物質、引火性液体、危険性度合1（大））が標記された。
1995年度末時点では日本石油輸送が所有するタム2920・2932の2両のみが残存していた。2000年（平成12年）度にこの2両が廃車となり形式消滅した。

## 派生形式

### タム3000形
タム500形がガソリン専用のタンク車と製造されている中1937年（昭和12年）5月24日に同一の専用種別である1両が日本車輌製造にて製造された。形式名は新形式であるタム3000形とされた。
落成当時の所有者は、小倉石油であったが1941年（昭和16年）6月1日に日本石油との合併により名義変更された。
タム500形との最大の違いは足回りがボギー台車となったことである。荷重は15t のままなので試作的意味合いが大きかったものと考えられている。
1971年（昭和46年）8月30日に廃車となり形式消滅した。

### タム700形
15t積の石油類（除ガソリン）専用二軸タンク貨車（私有貨車）。1932年（昭和7年）11月7日から同年12月3日にかけて3両（タム700 - タム702）が汽車製造、三菱重工業にて製作された。登場時は専用種別がなかったが、後に石油類の専用種別が与えられた。
落成当時の所有者は、三菱商事の1社のみであり扇町駅を常備駅として運用された。
1941年（昭和16年）4月1日に全車石油共販へ名義変更された。
1945年（昭和20年）8月14日にタム701が戦災により廃車になった。
1949年（昭和24年）9月21日に残った2両が三菱石油へ名義変更された。
全長は7,880mm、全高は3,842mm、自重は10.3t - 10.8t、換算両数は積車2.4、空車1.0であった。
1971年（昭和46年）7月29日に最後まで在籍したタム702が廃車となり形式消滅した。

### タム800形
15t積の石油類専用（除ガソリン）二軸タンク貨車（私有貨車）。1942年（昭和17年）3月16日に8両（タム800 - タム807）が新潟鐵工所にて製作された。この内タム804が1968年（昭和43年）8月にタム20804（タム20800形）へ改番され別形式となったが4年後の1972年（昭和47年）8月21日に廃車となった。
落成当時の所有者は全車石油共販であったがその後タム800は昭和石油に、タム801 - タム807は日本鉱業を経て共同石油に名義変更された。
全長は8,820mm、自重は10.0t - 11.1t、換算両数は積車2.6、空車1.2であった。
1974年（昭和49年）8月3日に最後まで在籍した2両（タム802, タム803）が廃車となり形式消滅した。

### タム4000形
15t積の石油類（除ガソリン）専用二軸タンク貨車（私有貨車）。1937年（昭和12年）9月17日から1961年（昭和36年）5月4日にかけて90両（タム4000 - タム4089）が汽車製造、鉄道車輌工業、飯野重工業、東洋レーヨン、東洋機械、ナニワ工機、三原車輌、新潟鐵工所にて製作された。
全長は8,100mm又は8,800mm、全高は3,790mm、自重は10.1t - 11.1t、換算両数は積車2.4、空車1.0であった。
落成当時の所有者は三井物産、成沢精油所、昭和石油、出光興産、ゼネラル物産、大協石油、東京貿易、歴世砿油、日本石油であった。
1987年（昭和62年）4月に最後まで在籍した1両（タム4084）が廃車となり形式消滅した。

### タム9200形

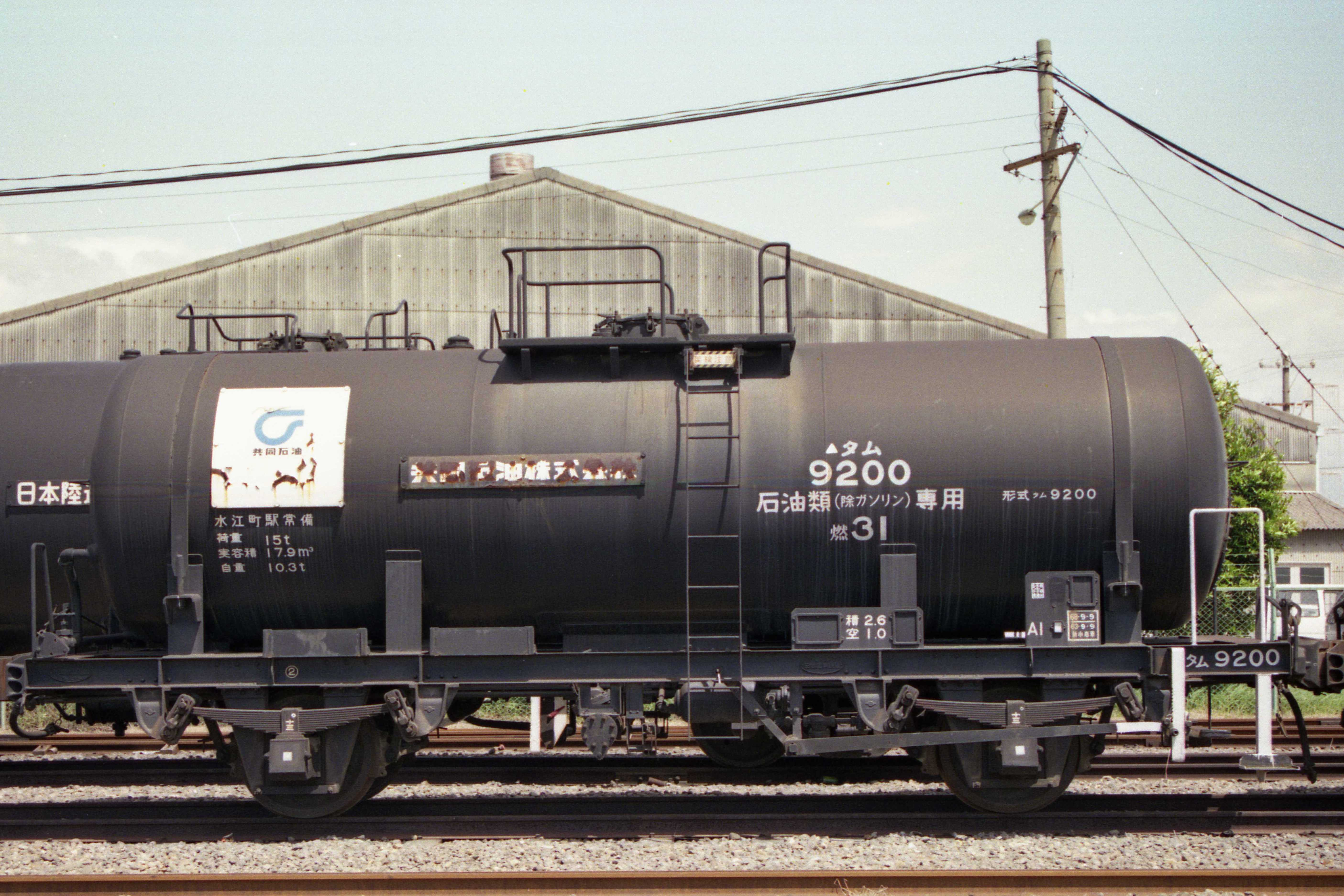
国鉄タム9200形タム9200
1992年6月21日、汐見町駅

15t積の石油類専用（除ガソリン）二軸タンク貨車（私有貨車）。1967年（昭和42年）9月29日に1両（タム9200）が川崎車輛にて製作された。C重油など高比重・高粘度の油種を輸送するための車両であり、タンク内部には蒸気加熱管、タンク端の鏡板には大型の点検蓋を持つ。積込口のドームは廃止された。
1979年（昭和54年）10月より化成品分類番号「燃31」（燃焼性の物質、引火性液体、危険性度合2（中））が標記された。
全長は8,300mm、全高は3,512mm、自重は10.6t、換算両数は積車2.6、空車1.0であった。
共同石油が所有し、神奈川臨海鉄道水江線の水江町駅を常備駅として運用された。
1999年（平成11年）8月に廃車となり、同時に形式消滅となったが、現車は1997年に姿を消している。

## 改造

### タム100形への改造
1964年（昭和39年）11月13日、日立製作所にて2両のタム500形（タム2844, タム2870）がタム100形（タム1257, タム1258）へ改造された。改造に際しては純アルミ製のタンク体を新製している。
落成当時の所有者は、住友化学工業であったが1964年（昭和49年）1月17日に日本石油輸送へ名義変更が行われた。
1976年（昭和51年）11月1日に2両そろって廃車となった。

### タム8800形への改造
タム8800形は15t積のアセトンシアンヒドリン専用の二軸タンク貨車（私有貨車）である。
1964年（昭和39年）12月28日、日本車輌製造にて2両のタム500形（タム2852, タム2857）がタム8800形（タム8802, タム8803）へ改造された。
日本石油輸送の所有であり、秋田臨海鉄道の中島埠頭駅を常備駅として運用された。
1976年（昭和48年）12月13日に2両そろって廃車となった。

### 一段リンク車の二段リンク化
1955年（昭和30年）度以前に製作された車両は一段リンクであったため、1968年（昭和43年）までに北海道地区で使用される車両を除いて二段リンクに改造され、最高速度75 km/hに対応した。

### 北海道内専用車の設定と改番
1968年（昭和43年）10月1日に行われる白紙ダイヤ改正（通称ヨンサントオ）に際して、貨物列車のスピードアップが実施されることになったが、北海道地区ではスピードアップが見送られたため、二段リンク化の対象外となった車両の改番が1968年（昭和43年）8月に実施された。当時、北海道地区に在籍していたタム500形47両、タム800形1両、タム4000形4両が対象となり、区別のため、旧番号に20000を加算し、それぞれタム20500形、タム20800形、タム24000形に改番された。改番後は、北海道内専用車として使用された。
タム700形1両も北海道内専用車となったが、当時の時点では1両（タム702）しか在籍していなかったため、改番を免れている。
改番以外は、タンク体に最高速度65 km/h以下を示す黄色の帯が入ったほか、黄色の字で、「道外禁止」の文字が入れられた。そのほかの変更はない。

## 運用の変遷
本形式は小口輸送を中心に使われたが、その後は老朽化や小口輸送の減少により、廃車が進められた。
1987年（昭和62年）4月の国鉄分割民営化に際しては日本貨物鉄道（JR貨物）へタム500形37両、タム4000形1両、タム9200形1両が継承されたが、2000年（平成12年）6月までに全廃された。

## 譲渡車

### 津軽鉄道

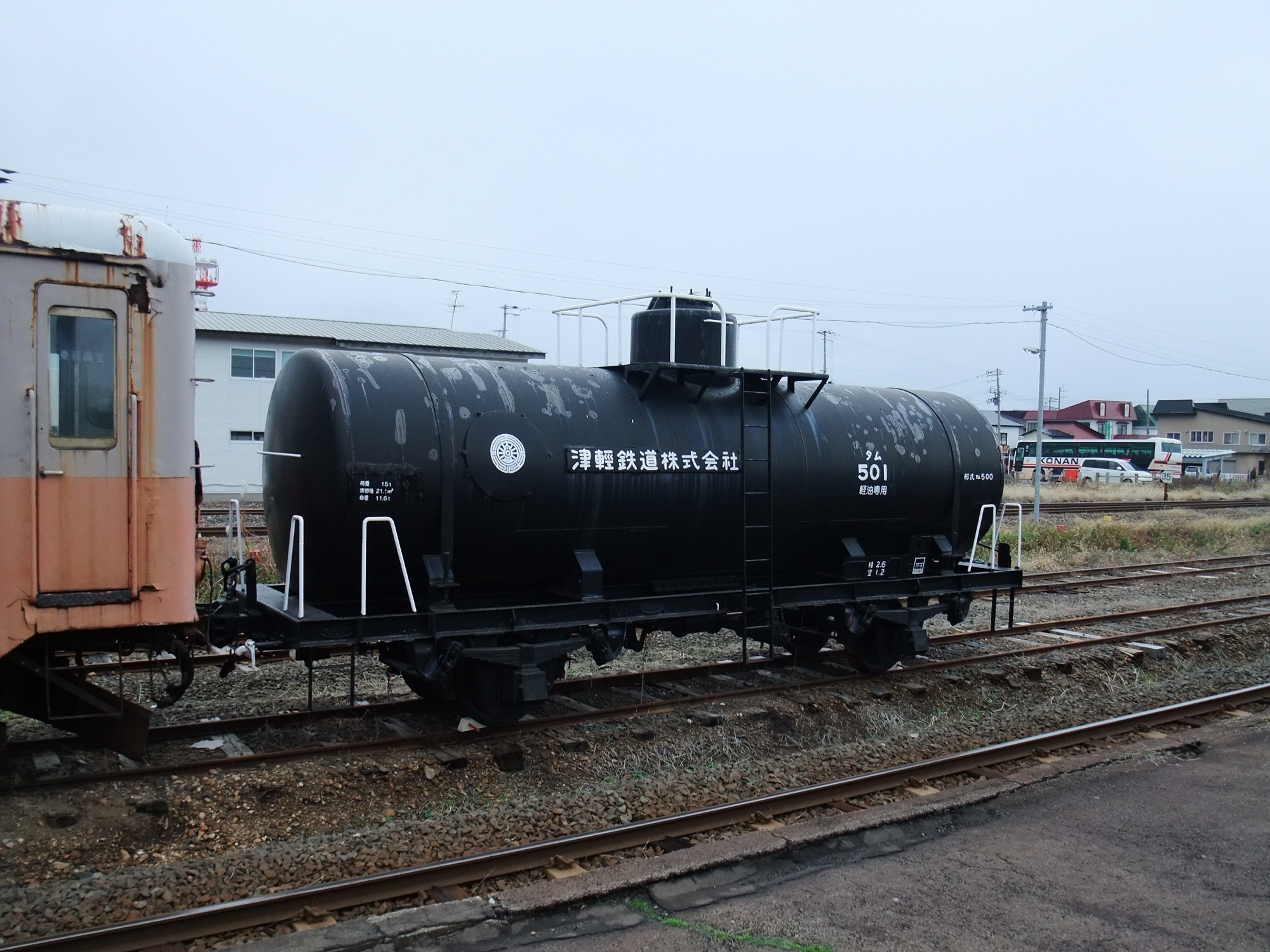
津軽鉄道タム501（2012年）

タム2848が1984年（昭和59年）11月1日に国鉄から津軽鉄道へ譲渡され、タム501となった。当時、津軽五所川原駅構内にある車両基地への道路事情が悪く、五能線の貨物列車も廃止されたことから購入したものである。
津軽飯詰駅 - 津軽五所川原駅間で使用されたが、後に道路事情が改善されたため、使用が中止された。現在も在籍しているものの、休車状態である。

## 保存車

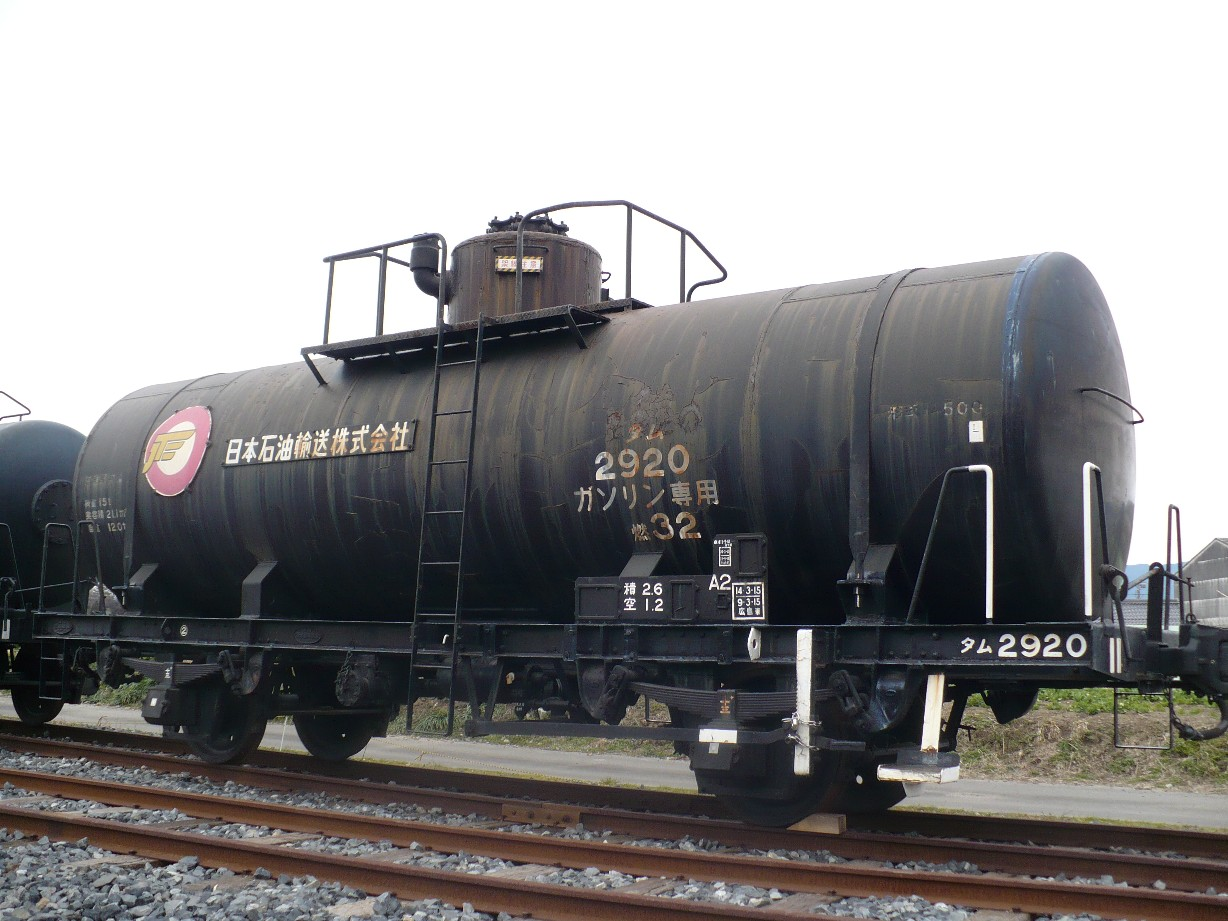
貨物鉄道博物館保存車のタム2920（2008年3月2日）

三重県いなべ市の貨物鉄道博物館にはタム2920が保存されている。